# 不自證己罪原則
不自證己罪（英語：Privilege against self-incrimination，又譯作不自證自己罪特權）是指刑事訴訟中的被告不得被強迫承認自己犯罪，或為其他對自己不利的陳述。不自證己罪是刑事訴訟法的基本原則之一，其衍生的權利包括緘默權、拒絕證言權等等。在美国，憲法第五修正案直接保障刑事被告擁有不自證己罪的特權。

## 概說
不自證己罪是美國法發展出的概念，其法理基礎在於對被告的人性尊嚴保障，禁止國家以公权力強迫被告違背自己意思而為陳述。如今這個概念已逐漸為世界各國和国际人权法所肯認，成為普遍被承認的國際標準，並逐漸應用於證據法層次以外。
在欧洲和臺灣，不自證己罪原則側重於偵查權的主動行使，亦即禁止國家課予被告積極配合追訴的義務；在美国則偏向證據層面的理解，而僅禁止國家強制取得「供述證據」，又被視作是狹義的理解。關於不自證己罪在程序法和實體法所衍生的概念如下：

### 緘默權
不自證己罪原則最直接的體現即是「緘默權」，該权利保障被告或犯罪嫌疑人在犯罪偵查中得以保持沉默，毋庸回應偵查人員（包括檢察官、警察及司法警察）的訊問，而後者不得以此為由進行懲罰；甚至有認為，緘默權的概念即等同於不自證己罪特權。在美国，聯邦最高法院於1966年作成的米兰达诉亚利桑那州案判決，明確揭示被告享有保持緘默和委請律師協助的權利，稱為「米兰达警告」。

### 拒絕證言權
拒絕證言權是指證人在偵查或审判程序中，如果因據實陳述導致自己或有特定關係之人陷入刑事追訴的風險中時，得免除其真實陳述的義務，拒絕作證。為了貫徹不自證己罪的精神，刑事訴訟法通常會課予偵查機關「告知義務」，要求證人在具結前必須充分告知其得以行使拒絕證言權；若偵查機關違反告知義務，則可能面臨違法取證的指控，進而影響證詞能否作為證據使用。

### 偽證罪
除了程序法的限制，不自證己罪的精神也體現在實體法規範上，例如《偽證罪》。在許多國家的法律中，偽證罪並不適用於刑事案件中的被告，一方面是出於罪責的考量，認為陳述自己犯行的行為並不具期待可能性；另一方面也有落實不自證己罪原則的涵義，避免課予被告自證其罪的義務。